# مقاطعة بربرة
مقاطعة بربرة (بالصومالية: Degmada Barbara)‏ إحدى مقاطعات محافظة الساحل (وقويي جالبيد سابقا) في أرض الصومال، عاصمتها بربرة.

## التركيبة السكانية
يستوطن المقاطعة عشائر صومالية أبرزها هبر أول وجرحجيس وهبر جيلو من قبيلة إسحاق الصومالية.

## روابط خارجية
- مقاطعات الصومال
- الخريطة الإدارية لمقاطعة بربرة